# نوشجان
نوشجان مدينة تاريخية قديمة في بلاد ما وراء النهر. ورد ذكرها في كثير من كتب الجغرافيين العرب.

## ما ذكرة المؤرخون
قال قدامة بن جعفر
- «ومن مدينة طراز إلى نوشجان السفلى إلى كصرى باش في جبال عن يمينها فرسخان وعن يسارهم قم وهي جرمة »
- «ومن نوشجان الاعلى إلى موضع تغزغر خاقان ملك التغزغز مسيرة ستة أيام.»
- «نوشجان وهو وراء سمرقند في المشرق بنحو ستين فرسخا نحو الشاس و فرغانة، وهو أوائل مسالح الخرلنجية إلى حد كمياك . ومن هذا الثغر إلى مدينة التغزغز مسيرة أربعين يوما في براري فيها عيون وكلأ عشرون يوما. ثم ترى كبار خمسة وعشرون يوما، وأكثر أهل تلك القرى مجوس ومنهم زنادقة.»[1]

قال صاحب حدود العالم
«نوشجان مدينة عامرة ذات خيرات كثيرة. و هي على سفح جبل.»
قال ياقوت الحموي
«نوشجان: عن السمعاني، قال ابن الفقيه: وبين طراز مدينه في تخوم الترك على نهر سيحون بما وراء النهر ونوشجان السفلى ثلاثه فراسخ وإلى نوشجان العليا، وهي أربع مدن كبار وأربع مدن صغار، سبعه عشر يوما للقوافل على المراعي وهي حدّ الصين، فأما لبريد الترك فثلاثه أيام، ومن نوشجان العليا إلى مدينه خاقان التغزغز مسيره ثلاثه أشهر في قرى كبار ذات خصب ظاهر، وأهلها أتراك وفيهم مجوس يعبدون النار وفيهم زنادقه مانويّه، والملك في مدينه عظيمه لها اثنا عشر الصين من حديد، وأهلها زنادقه، وعن يسارها كيماك وأمامها الصين على ثلاثمائه فرسخ، ولملك التغزغز خيمه من ذهب على أعلى قصر تسع أن يدخلها مائه إنسان ترى من خمسه فراسخ..»
قال عبد المومن البغدادي
«نوشجان و قيل: بين طراز مدينة في تخوم أرض الترك، على نهر سيحون بما وراء النهر و نوشجان السفلى ثلاثة فراسخ، و إلى نوشجان العليا، و هى أربع مدن كبار، و أربع مدن صغار سبعة عشر يوما للقوافل، على المراعى، و هى حدّ الصين. و أما لبريد التّرك فثلاثة أيام.»